# Ghazi Hidouci
 (juin 2022).
Ghazi Hidouci, né le 23 juin 1939 à Ain Beida, est un haut fonctionnaire et ancien ministre algérien.

## Biographie
Il était le ministre de l'Économie entre 1989 et 1991 au moment des grandes réformes engagées sous le gouvernement Hamrouche afin de passer de l'économie socialiste à l'économie de marché.
Depuis 1991, il vit à Paris. Il a été directeur de la publication de la revue Pôles et professeur associé Finances Internationales à l’Université d’Artois en France.
Il travaille depuis comme consultant.

## Parcours
- Conseiller économique à la Présidence de la République, 1984-1989
- Ministre de l'Economie, 1989-1991